# 条件収束
数学において、級数あるいは積分が条件収束（じょうけんしゅうそく）するとは、収束するが絶対収束しないことをいう。

## 定義
正確には、級数
{\displaystyle \sum _{n=0}^{\infty }a_{n}}
が条件収束する (converge conditionally) とは、
{\displaystyle \lim _{m\to \infty }\sum _{n=0}^{m}a_{n}}
が存在して有限の数である（∞ や −∞ ではない）が、
{\displaystyle \sum _{n=0}^{\infty }\left|a_{n}\right|=\infty }
であることをいう。
古典的な例は次の交代級数
{\displaystyle 1-{1 \over 2}+{1 \over 3}-{1 \over 4}+{1 \over 5}-\cdots =\sum \limits _{n=1}^{\infty }{(-1)^{n+1} \over n}}
であり、これは log 2 に収束するが、絶対収束しない（調和級数を参照）。
ベルンハルト・リーマン (Bernhard Riemann) はリーマンの級数定理と呼ばれる次の定理を証明した。条件収束する級数は、項の順序を入れ替えることによって、∞ や −∞ を含むどんな和にも収束させることができる。
典型的な条件収束積分は sin(x2) の非負の実軸上の積分である（フレネル積分を参照）。